# Raphia monbuttorum
Raphia monbuttorum là loài thực vật có hoa thuộc họ Arecaceae. Loài này được Drude miêu tả khoa học đầu tiên năm 1895.